# Reino de Trøndelag
El reino de Trøndelag es el antiguo nombre de una región histórica, antiguo reino de Noruega. Actualmente comprende dos condados: Nord-Trøndelag y Sør-Trøndelag. Nordmøre y Romsdal, así como el municipio de Bindal, pertenecieron originalmente a Trøndelag.

## Etimología
La forma del nombre en nórdico antiguo era Þrœndalǫg. El primero elemento es el genitivo plural de þrœndr ('persona de Trøndelag'), el último elemento es lǫg (plural de lag) 'ley; distrito/gente con una ley común' (ver Danelaw, Gulaþingslǫg y Njarðarlǫg). En la Era vikinga se llamaba alternativamente Þróndheimr ('tierra de los «þrœndir»'). Björn krepphendi en su poema Magnússdrápa, dedicado a Magnus III de Noruega, menciona al monarca como señor de los Þrœndir (buðlungr Þrœnda).

## Historia
La Noruega de la Era Vikinga estuvo dividida en pequeños reinos independientes gobernados por caudillos que gobernaban los territorios, competían por la supremacía en el mar e influencia política, y buscaban alianzas o el control sobre otras familias reales, bien de forma voluntaria o forzadas. Estas circunstancias provocaron periodos turbulentos y vidas heroicas como se recoge en la saga Heimskringla del escaldo islandés Snorri Sturluson en el siglo XIII. Trøndelag fue uno de esos reinos independientes, sus gentes han habitado la región durante miles de años. A principios de la Edad de Hierro Trøndelag estaba dividida en pequeños reinos llamados fylki. Los diferentes fylki tenían una ley en común, un parlamento común (Thing) que se denominaba Frostathing y se celebraban en la península de Frosta. Para algunos investigadores, se considera el verdadero inicio de una democracia. Según Eireks saga víðförla, Trond Haraldsson fue el primer monarca que gobernó el Reino de Trøndelag.
En los tiempos de Håkon Grjotgardsson (838-900), a diferencia de los otros reinos que mencionan a sus monarcas como konungr (o rey), Trøndelag se gobernó con los poderosos jarls de Lade (equivalente a conde) de Trondheim, de gran influencia política y militar hasta la década de 1030.